# Kappa1 Coronae Australis
Kappa1 Coronae Australis (16 Coronae Australis) é uma estrela na direção da constelação de Corona Australis. Possui uma ascensão reta de 18h 33m 23.08s e uma declinação de −38° 43′ 12.0″. Sua magnitude aparente é igual a 6.31. Considerando sua distância de 489 anos-luz em relação à Terra, sua magnitude absoluta é igual a 0.43. Pertence à classe espectral B8.